# U534 (潜水艦)
|          |                                                                                              |
| 艦歴     |                                                                                              |
| 計画     |                                                                                              |
| 起工     | 1942年2月20日                                                                                |
| 進水     | 1942年9月3日                                                                                 |
| 就役     | 1942年12月3日                                                                                |
| その後   | 1945年5月6日航空攻撃により戦没。1993年引き揚げ。2009年2月博物館船                            |
| 除籍     |                                                                                              |
| 性能諸元 |                                                                                              |
| 排水量   | 水上1,120ｔ、水中1,232ｔ                                                                     |
| 全長     | 76.80m、耐圧殻長58.70m                                                                       |
| 全幅     | 6.90m、耐圧殻幅4.40m                                                                         |
| 吃水     | 4.70m                                                                                        |
| 機関     | 水上：ディーゼル MAN M9V40/46過給機付き9気筒 2基 4,400hp(3,281kW)2軸                         |
| 速力     | 水上：19.0kt(35.0km/h) 水中：7.3kt(13.5km/h)                                                 |
| 航続距離 | 水上：25,620海里(47,450km)（10ノットで） 水中：117海里(217km)（4ノットで）                   |
| 燃料     |                                                                                              |
| 乗員     | 48-56名                                                                                      |
| 兵装     | 53.3cm魚雷発射管x6（艦首4、艦尾2 搭載魚雷22本） 45口径105mm単装砲1門（弾薬110発） 対空機関砲 |
| 備考     | 試験潜航深度：230m                                                                           |

U534は第二次世界大戦中に建造されたドイツ海軍のIXC/40型潜水艦の1隻である。1942年にドイチェ・ヴェルフト社（Deutsche Werft AG）によりハンブルクの造船所で建造された。このUボートは、現存する僅か4隻の第二次世界大戦時のドイツの大型潜水艦の中の1隻であり、この艦以外のIXC型艦はシカゴにある「U505」のみである。「U534」は主に訓練用に使用され、その就役期間中に船舶を沈めたことは無かった。英空軍の爆撃機により1945年5月5日にデンマークのアンホルト島の約20 km 北東の地点で撃沈された。1993年に引き揚げられ、2009年2月からバーケンヘッド（Birkenhead）で「U-boat Story」と題して展示されている。

## 戦時の艦歴
就役後に「U534」は、訓練と新型の音響追尾式魚雷ツァウンケーニッヒ T-5（Zaunkoenig T-5）を含む兵装試験のために1944年2月まで第4潜水隊群に配備されていた。その後、改装（甲板砲の撤去と対空砲の追加）され、4月に第2潜水隊群へ配置転換された。最初の実戦哨戒は、オイル漏れと北大西洋の悪天候により悩まされ、これによる成果は気象情報の収集だけであった。1944年8月25日から10月24日までの第2回哨戒で「U534」は、連合国軍によるロリアンの封鎖から脱出を強いられ、友軍支配の港へ移動した。またもや撃沈した船舶は無かったが、攻撃してきたビッカース ウェリントン爆撃機を撃墜した。その後第33潜水隊群へ配置転換され、1945年5月1日まで任務には就かなかった。最後の実戦哨戒中の5月5日にU-534の艦長は降伏するようにというデーニッツ提督からの命令を知らされた。

## 沈没にいたるまでの事件
1945年5月5日に理由は不明ながら「U534」の艦長は、全Uボートに対し発せられたデーニッツの降伏命令を無視し、その代わりにノルウェーへ進路を向けた。今日なお「U534」の降伏拒否の背景は謎であるが、多くの仮説がある。既成の事実であると思われることは、英国のコンソリデーテッド B-24 リベレーター機が攻撃をかけたときに「U534」はその他3隻のUボートと共にカテガット海峡を浮上航行していたということである。「U534」の乗組員は何とか1機の爆撃機を撃墜し、爆撃機から投下された爆雷の内9発は外れたが、1発の直撃弾を受けた。「U534」は機関室から後ろの損傷により浸水し始め、アンホルト島の北東で沈没した。撃墜されたB-24は近くに不時着水したに違いないが、全ての搭乗員が失われた。
「U534」の乗組員52名全員が脱出し、49名が生き残った。沈み始めたときに5名の乗組員が魚雷室に閉じ込められていたが、艦が海底に着底してから魚雷搬入用ハッチを通って脱出した。この中の1人である17歳の通信士ヨーゼフ・ノイドルファー（Josef Neudorfer）は、深みから海面に出たときに息を吐き出すことができずに肺を損傷して死亡した。その他2名の死亡者の死因は減圧症であった。
「U534」の降伏拒否に関するそれなりの説明は、艦の後部に搭載されていた3発の実験段階にあったT-11魚雷の発見により浮かび上がった。この型式の魚雷は僅か38発しか製造されず、英国のフォクサー・デコイ装置に対抗するために開発された音響追尾方式を採用したことに特徴があった。「U534」が何故このような先進兵器を搭載していたかは判明していないが、このことがU-534の艦長が降伏を拒否した理由の説明となり得る。
「U534」の艦長であったヘルベルト・ノラウ（Herbert Nollau）大尉は、1968年に自殺した。

## 引き揚げ
「U534」は、"ダイナマイト・オーゲ"のあだ名を持つデンマーク人の沈没船ハンターのオーゲ・イェンセン（Aage Jensen）により1986年に発見されるまで41年近くの間海底に横たわっていた。1993年にデンマークのメディア富豪であるカルステン・リー（Karsten Ree）がスポンサーとなり、ナチスの金塊（Nazi gold）の噂話とメディアによる熾烈な取材合戦の中で潜水艦が引き揚げられた。しかし艦内には驚くべきようなものは何も搭載されておらず、金塊財宝の望みは絶たれた。

## 博物館船
引き揚げられた潜水艦は1996年にイングランドのバーケンヘッドへ輸送され、2006年2月5日にそこの博物館が閉鎖されるまでバーケンヘッド・ドック（Birkenhead Docks）にある大戦艦保存基金（Warship Preservation Trust）の収蔵艦となっていた。2007年6月27日にマージートラベル運輸局（Merseytravel transit）は、この潜水艦を買い取りウッドサイド・フェリー・ターミナル（Woodside Ferry Terminal）に展示すると発表した。
技術的な理由と新しい敷地への経済的に楽な輸送方法を取るために艦体は5つに分割され、後にこの中の2つは再結合された。現在は来場者が見学しやすいように区画を分けて展示されているが、見学者はUボートの内部に入ることはできない。マージートラベル運輸局は、完全な状態での艦の移送費用は法外な価格になるであろうと語った。ダイヤモンド・ワイヤカッターを使用しての1カ月に渡るU-534の分割作業は2008年2月6日に始まり、3月10日からクレーン船を使用して重量240トンに及ぶ各部位の輸送が数日をかけて行われた。
「"The U-Boat Story"」の展示は、2009年2月10日に始まった。

## ギャラリー

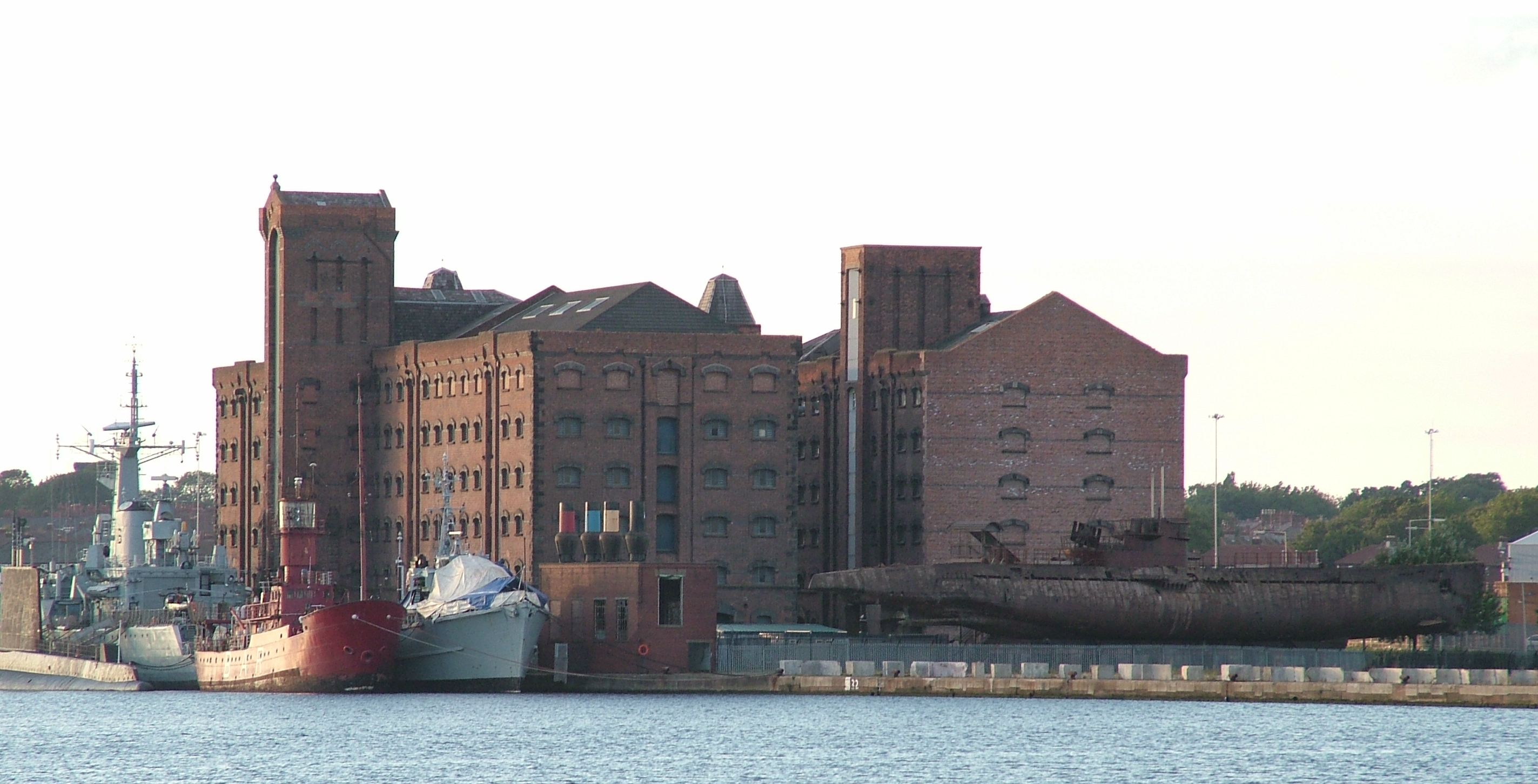
ノーチラス博物館の「U534」
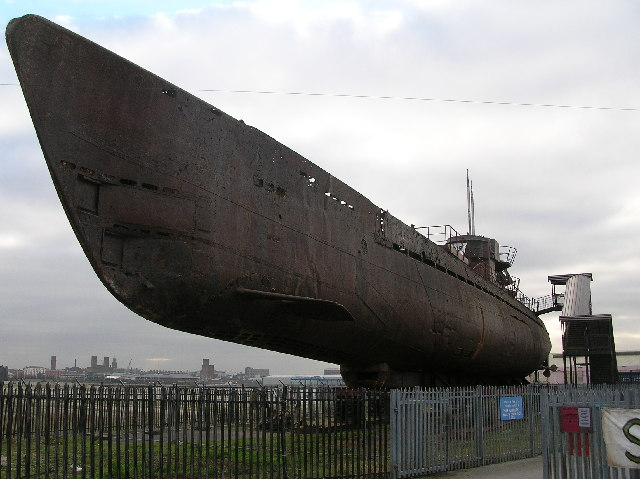
「U534」の艦首
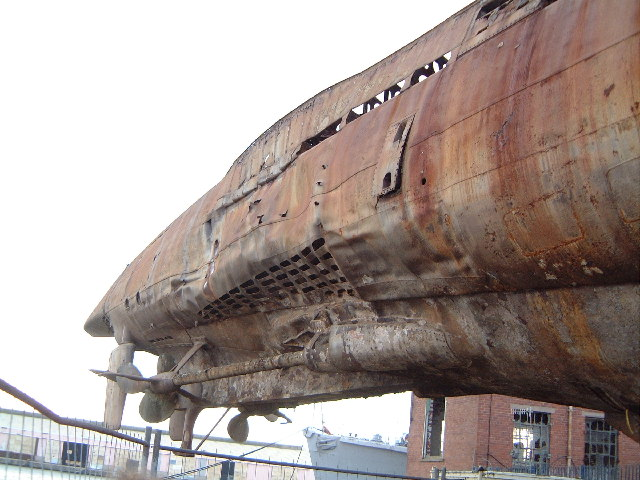
損傷を受けた跡がある艦尾部
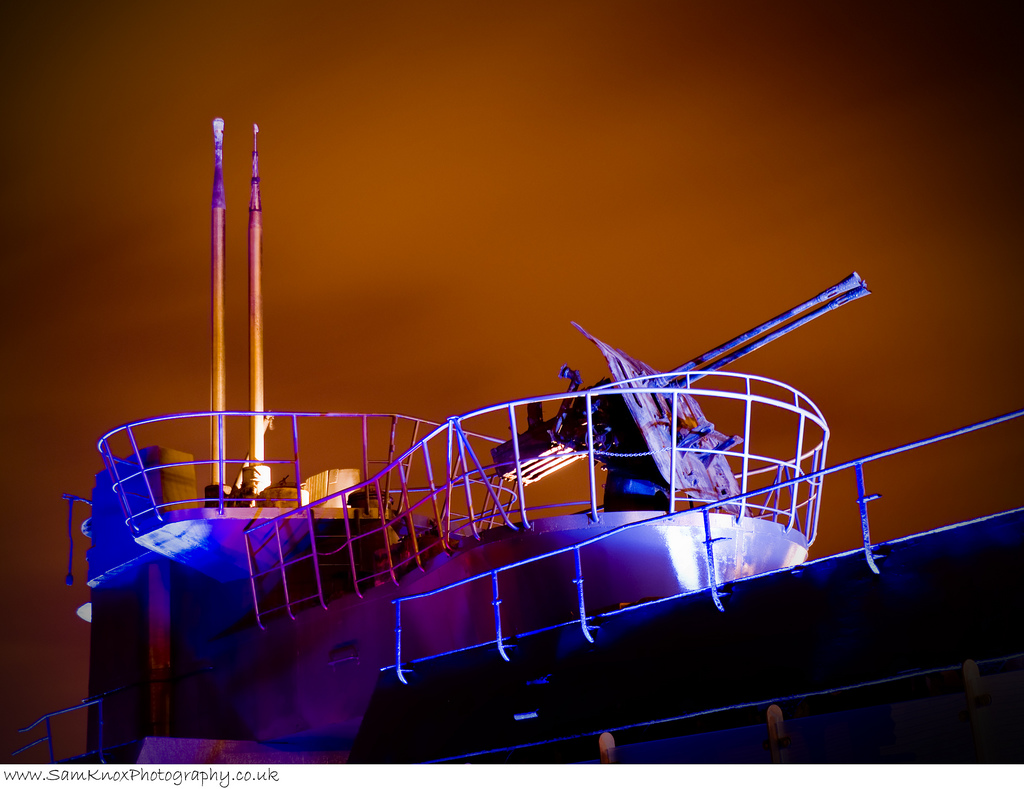
U-534 in situ at the U-534 visitors centre at Woodside.
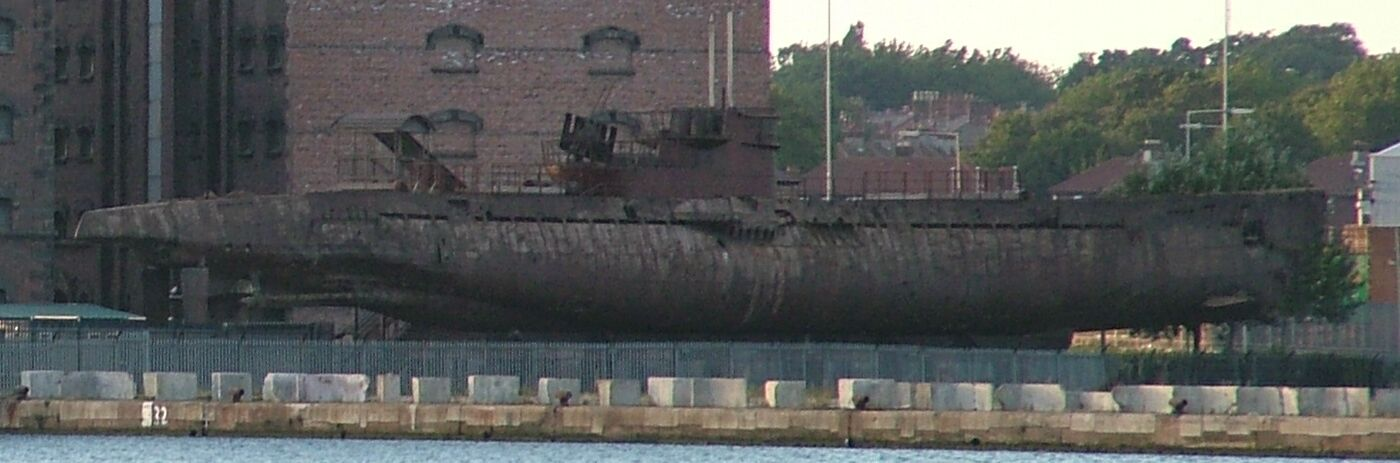
バーケンヘッドのU-534（2005年9月）

### 現存するUボート
- U505
- U995
- U2540

### その他
- Uボートの一覧
- U-778